# Ifigenie na Tauridě (Goethe)
Ifigenie na Tauridě (1787, Iphigenie auf Tauris) je veršovaná divadelní hra o pěti jednáních německého básníka a dramatika Johanna Wolfganga Goetha, ve které se plně projevil Goethův příklon k typu dramatu francouzského klasicismu, ke které u něho došlo v druhé polovině 80. let. Hra proto plně zachovává jednotu místa, času a děje.

## Vznik a charakteristika hry
První verzi hry napsal Goethe v próze za šest týdnů jako slavnostní hru u příležitosti narození dcery výmarského vévody Karla Augusta. Hra měla ochotnickou premiéru na zámku ve Výmaru dne 6. dubna 1779, při které hrál postavu Oresta, bratra Ifigenie, sám Goethe. V dalších letech autor, nespokojený s prozaickou verzí, hru několikrát přepracoval a konečnou verzi v nerýmovaném jambickém verši dokončil roku 1786 v Římě na své italské cestě. Takto byla hra roku 1787 knižně vydána v Lipsku a poprvé uvedena ve Vídni roku 1800. Roku 1803 byla provedena ve Výmaru údajně ve velmi necitlivé úpravě Friedricha Schillera.
Hra dějově vychází z Eurípidovy starořecké tragédie Ífigeneia v Tauridě. Goethe v ní však spojil antickou předurčenost z úradku bohů s prvky humanismu, obohatil mytologickou látku o vnitřní konflikt hrdinky rozhodující se mezi vděčností a rodinným poutem a vyjádřil své přesvědčení, že minulost plnou krve lze překonat pouze odpuštěním a pochopením, nikoliv mstou.

## Obsah hry

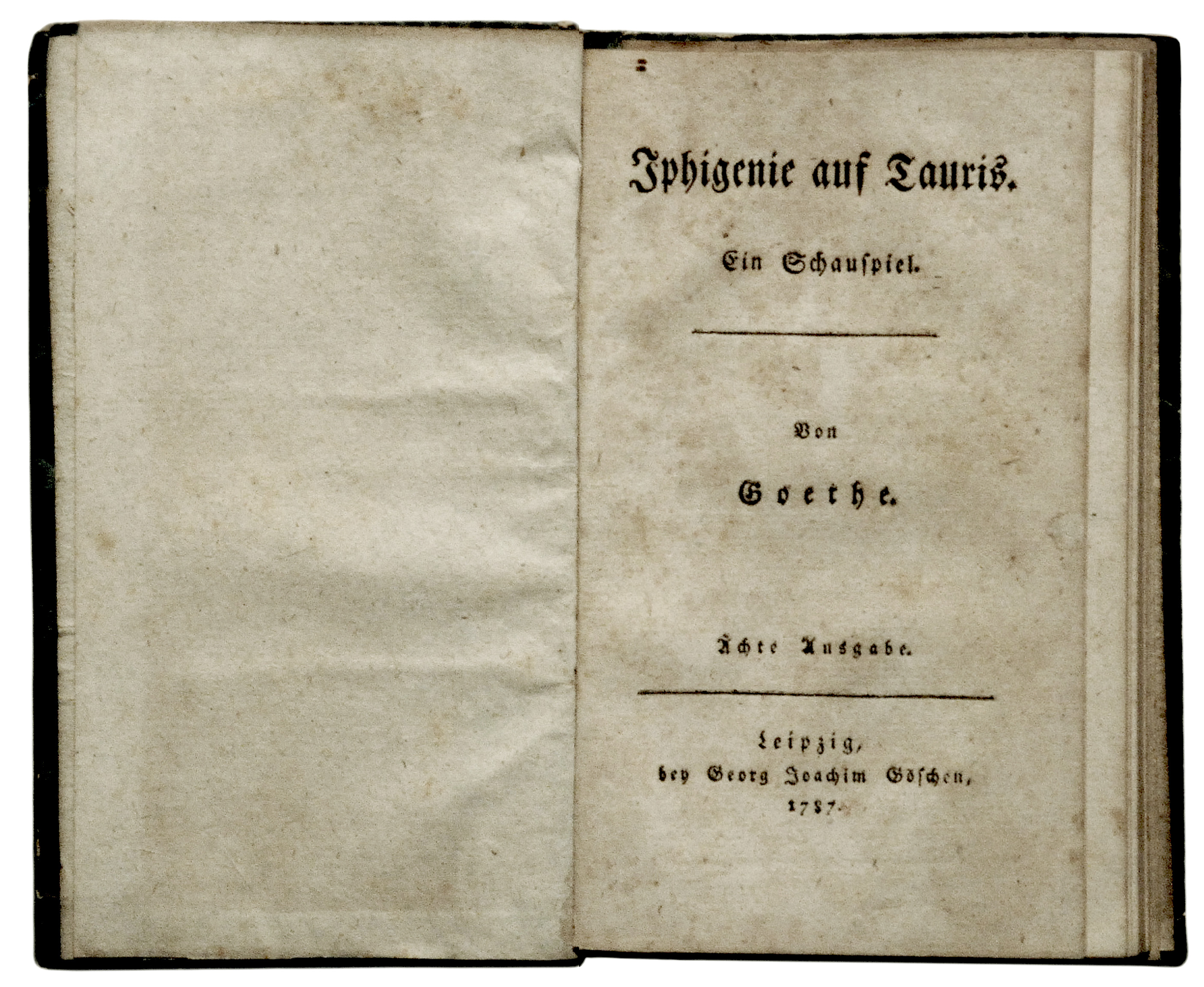
První vydání hry z roku 1787

Hra se odehrává během několika hodin na Tauridě v háji před chrámem Dianiným. Děj hry je prostý, bez zbytečných odboček, a vystupuje v něm pět postav:
- Ifigenie,
- Thoas, král na Tauridě (sice barbar, ale vnitřně ušlechtilý),
- Orestes, bratr Ifigenie,
- Pylades, Orestův přítel,
- Arkas, Thoasův služebník a důvěrník.

Na začátku hry prosí Ifigenie bohyni Dianu, aby se mohla vrátit do vlasti. Za Ifigenií přichází Arkas. Přináší zprávu o návratu krále Thoase z vítězné bitvy a žádá Ifigenii, aby bohyni Dianě projevila dík za vítězství. Kromě toho jí radí, aby přestala vzpomínat na svou rodnou zem a vzala si krále za muže. Ifigenie nechce, stejně jako nechce prozradit, odkud pochází.
Následně se objeví samotný král a požádá Ifigenii o ruku, ale Ifigenie jej nechce, že je pouhá uprchlice z temného rodu. Thoas chce konečně vědět, odkud Ifigenie pochází s tím, že má právo to vědět, když se jí ujal. Ifigenie tedy přizná, že pochází z rodu Tantalova, jehož historie je plná odporných zločinů. Vysvětlí mu, že měla být obětována Dianě, aby bohyně nebránila odplutí vojska jejího otce Agamemnona do Tróje. Dianě se Ifigenii zželelo, místo ní obětovala laň a Ifigenii odnesla na Tauridu, kde z ní udělala svou kněžku. Proto její život patří bohyni a jen ona může rozhodnout o jejím dalším osudu. Kromě toho má jedné přání vrátit se do vlasti a setkat se opět se svou rodinou.
Thoas se na Ifigenii rozzlobí a přikáže, aby byl opět obnoven jím zrušený zvyk, že každý cizinec, který se na Tauridě objeví, bude Dianě obětován. Zároveň přikáže Ifigenii, aby obětovala dva muže, které našli ukryté v jeskyni. Ifigenie je nešťastná, že má provést tak hrozný čin.
Dva muži, kteří mají být obětováni, jsou Orestes, Ifigeniin bratr, a jeho přítel Pylades. Orestes je zničen ze svého osudu. V dospělosti se stal vrahem své matky Klytaimnéstry, čímž vykonal pomstu za to, že se svým milencem Aigisthem zavraždila svého manžela a Orestova otce Agamemnona po vítězném návratu z Trojské války. Štván výčitkami a Erínyemi odešel do Delf požádat Apolona o pomoc a dozvěděl se, že jedinou cestou k vykoupení je, aby do Řecka vrátil sestru, která proti své vůli dlí na Tauridě v Dianině chrámu. Protože sestrou Apolona je Diana, přišli si na Tauridu pro její obraz.

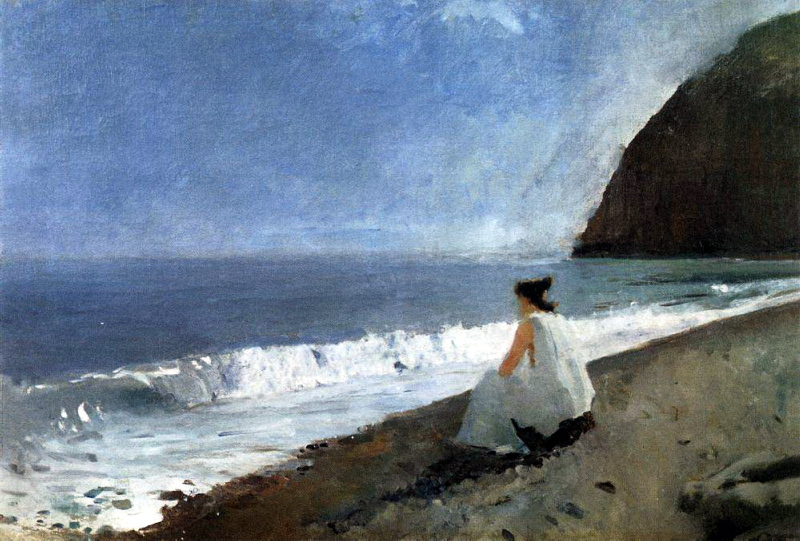
Ifigenie v Tauridě (Ифигения в Тавриде), obraz Valentina Alexandroviče Serova z roku 1893

Při rozmluvě obou mužů s Ifigenií se sourozenci vzájemně poznají a Ifigenie se modli k Dianě, aby neubližovala jejímu bratrovi, kterého nalezla po tolika letech a se kterým se chce vrátit do vlasti. Propouští bratra s Pyladem, aby se zmocnili Dianina obrazu, a prosí bohy o odpuštění za svůj čin.
Přichází Arkas s žádostí od krále, aby byl obřad obětování cizinců co nejdříve proveden. Ifigenie mu vysvětluje, že nejprve musí svatyni bohyně očistit mořskou vodou. Po jeho odchodu je Ifigenie zmítána výčitkami. Ví, že klame svého krále, který jí byl otcem a přítelem, ale zároveň cítí, že musí bratrovi pomoci.
Arkas vyslovuje před králem podezření, že Ifigenie pomáhá cizincům, jejichž loď našel ukrytou na pobřeží. Král se cítí zrazen, protože Ifigenii miluje a nemůže uvěřit tomu, že by jim pomáhala k útěku. Ifigenie k němu přichází a vše mu přizná, protože jej nechce klamat. Připomíná mu také jeho slib, že když bude možný její návrat do vlasti, že jí propustí.
Schyluje se k ozbrojenému střetu, protože Orestes s Pyladem našli své druhy u ukryté lodi. Ifigenie žádá krále, aby si s Orestem promluvil. Král chce po Orestovi důkaz, že je syn Agamemnona a bratr kněžky. Orestes ukazuje králi meč, který patřil kdysi jeho otci. Vyzývá krále, aby vybral jednoho ze svých mužů, aby se s ním mohl utkat v souboji, který vše rozhodne. Král chce s Orestem bojovat sám, především proto, že je rozhořčen tím, že Oreses chce ukrást Dianin obraz. Ifigenie je oba prosí, aby si uvědomili, jaký je žal pozůstalých žen.
Orestes králi nakonec souboj rozmluví, když mu vysvětlí, jak jej Apolon uvedl v omyl, protože sestrou myslel Ifigenii, o které byl Orestes přesvědčen, že je mrtvá. Král je propouští slovy „Jděte si tedy“. Ale Ifigenie nechce odejít bez králova požehnání jako vyhnanec, protože je jí král drahý jako otec. Hra končí požehnáním krále „Buďte tam šťastni“.

## Televizní adaptace
- Iphigenie auf Tauris (1956), západoněmecký televizní film, režie Gustav Rudolf Sellner.
- Ifigenija na Tauridi (1963), jugoslávský televizní film, režie Aleksandar Djordjević.
- Iphigenie auf Tauris (1968), západoněmecký televizní film, režie Hans Hartleb.
- Iphigenie auf Tauris (1969), východoněmecký televizní film, režie Peter Deutsch a Wolfgang Langhof.
- Iphigenie auf Tauris (1978), západoněmecký televizní film, režie Claus Peymann.
- Iphigenie auf Tauris (1979), rakouský televizní film, režie Adolf Dresen.

## Česká vydání a inscenace
- Goethova Ifigenia v Taurii, Praha: Ignác Leopold Kober 1822, přeložil Simeon Karel Macháček.
- Goethova Ifigenia v Taurii, in Spisy S. K. Macháčka II. Praha: Ignác Leopold Kober 1884, přeložil Simeon Karel Macháček.
- Ifigenie v Tauridě, Praha: Jan Otto 1894, přeložil Ladislav Quis.
- Ifigenie v Tauridě, in Dramata, Praha: František Borový 1931, přeložil Otokar Fischer.
- Ifigenie na Tauridě, Praha: Melantrich 1943, přeložil Bohumil Mathesius.
- Ifigenie na Tauridě, inscenace Národního divadla v Praze, premiéra 5. června 1943, přeložil Bohumil Mathesius, režie Karel Dostal, v titulní roli Jiřina Šejbalová.[4]
- Ifigenie na Tauridě, inscenace Zemského divadla v Ostravě, premiéra 16. června 1944, přeložil Bohumil Mathesius, režie Miloš Wasserbauer, v titulni roli Táňa Hodanová.[5]
- Dvě veršovaná dramata (Ifigenie na Tauridě - Torquato Tasso), Praha: Melantrich 1944, přeložil Bohumil Mathesius.
- figenie v Tauridě , in Výbor z díla II., Praha: Svoboda 1949, přeložil Pavel Eisner.
- Ifigenie na Tauridě, inscenace Národního divadla v Praze, premiéra 29. prosince 1954, přeložil Bohumil Mathesius, režie Vojta Novák, v titulní roli Jiřina Šejbalová.[6]
- Ifigenie na Tauridě, Praha: Dilia 1956, přeložil Bohumil Mathesius.